# Пал, Тапас
Тапас Пал (бенг. তাপস পাল; 29 сентября 1958, Чанданнагар, Западная Бенгалия — 18 февраля 2020, Мумбаи) — индийский актёр и политик. Снимался в фильмах на бенгальском языке. Позднее вступил в партию «Всеиндийский Тринамул конгресс» и дважды побеждал на выборах в Лок сабху.

## Биография
Родился 29 сентября 1958 года в Чанданнагаре, бывшей французской колонии примерно в 35 км от Калькутты. Окончил колледж Хугли Мохсин со степенью в области биологии.
В кино дебютировал в 1980 году, сыграв деревенского простака Кедара в фильме Dadar Kirti. Роль сразу принесла ему популярность.
В дальнейшем он играл похожих персонажей, типичного пригородного или деревенского хорошего парня, побеждающего плохого парня из города.
В 1981 году он был награждён Filmfare Awards East за роль в фильме Saheb.
В 1984 году — снялся в болливудском фильме Abodh вместе с дебютанткой Мадхури Дикшит.
Среди других его работ — романтические роли в фильмах Parabat Priya (1984), Bhalobasa Bhalobasa (1985), Anurager Choyan (1986) и Amar Bandhan (1986).
В последний раз он появлялся на экране в таких фильмах, как 8:08 Er Bongaon Local (2012) и Khiladi (2013).
Когда его карьера пошла на спад, он познакомился с депутатом Маматой Банерджи и в 2000 году присоединился к её партии Всеиндийский конгресс инициативы масс. В 2001 году он был выбран членом законодательной ассамблеи Западной Бенгалии от округа Алипур.
В дальнейшем он избирался в Лок сабху от округа Кришнанагар в течение двух сроков подряд с 2009 года.
В 2014 году Пал вызвал осуждение общественности угрозами расправы в сторону оппозиционной Коммунистической партии и был вынужден принести письменные извинения.
В 2015 году он был допрошен Центральным бюро расследований в связи с делом фонда Saradha.
В декабре следующего года Пал был арестован в связи с мошенничеством в финансовом фонде Rose Valley. Он находился под стражей 13 месяцев, прежде чем суд Одиши освободил его под залог.
После этого он оставил кино и политику.
Пал страдал от сердечных заболеваний и несколько раз лечился в больницах, начиная с 2018 года.
В начале февраля 2020 года после того, как почувствовал себя плохо в аэропорту Мумбаи, он был доставлен в частную больницу района Джуху, где скончался в результате остановки сердца 18 февраля.
У него остались дочь, актриса Сохини Пал, и жена, телеведущая Нандини Пал.